# Raúl Rivero
Pour les articles homonymes, voir Rivero.
Raúl Rivero (né le 23 novembre 1945 à Morón (Cuba) et mort le 6 novembre 2021 à Miami) est un poète et journaliste cubain, connu pour son agence de presse Cuba Press, son arrestation lors du Printemps noir de Cuba en 2003 et sa condamnation pour activités subversives par la justice cubaine. 

## Biographie

### Ses débuts
Raúl Rivero est né à Morón, province du Camagüey, en 1945. Il fait des études de journalisme à l'université de La Havane et commence à écrire articles et poèmes. Si bien qu'en 1967, il reçoit le prix David pour son recueil de poèmes Papel de hombre (Rôle d'homme) et en 1969, le prix Julián del Casal pour Poesía sobre la tierra (Poésie sur la terre), tous deux décernés par l'UNEAC (Unión Nacional de Escritores y Artistas de Cuba ou Union nationale des écrivains et artistes de Cuba), organe suprême chargé de veiller sur la vie culturelle cubaine. 
Il entre ainsi à « Cuba Internacional », revue de l'agence officielle cubaine Prensa Latina, où il travaille au service international. Il est alors nommé correspondant à Moscou de 1973 à 1976. De retour à Cuba, il commence à travailler pour L'UNEAC comme secrétaire aux relations publiques. Il est alors soutenu par le poète Nicolas Guillen, président de l'organisation.

### Rupture avec le régime castriste
Il rompt avec le régime à la fin des années 1980 et affiche une liberté critique. En 1992, avec trois autres journalistes, Yndamiro Restano, Nestor Baguer et Rafael Solano, il fonde le Club de la presse de Cuba puis en septembre 1995, la petite agence indépendante, Cuba Press. 
En 1997, il reçoit le prix international de Reporters sans frontières pour son travail comme directeur de l'agence indépendante et son attitude en faveur de la liberté de la presse. Malgré les risques, il continue donc d'écrire avec acharnement dans cet appartement de Centro Habana. 
Le 20 mars 2003, lors du Printemps noir de Cuba, il est arrêté puis, le 7 avril, condamné à une peine d'emprisonnement de 20 ans pour avoir réalisé des activités subversives visant à porter atteinte à l’intégrité territoriale de Cuba. Une campagne internationale se déclenche pour alerter sur son cas et obtenir sa libération. Selon le journaliste Maxime Vivas, Amnesty international et d'autres acteurs de cette campagne se font les relais d'informations mensongères sur sa situation, prétendant par exemple que le détenu serait soumis à des conditions d'incarcération très dures et qu'il aurait perdu beaucoup de poids. 
En novembre 2004, il est libéré de prison, et explique avoir seulement souffert du chant d'un grillon la nuit. Il peut quitter Cuba en 2005 et rejoint Madrid où il commence à travailler pour le quotidien El Mundo.

## Œuvres
- Papel de hombre (1969), (OCLC 492888501) (Rôle d'homme)
- Punto de partida (1970), (OCLC 2902311)
- Poesía sobre la tierra (1973), (OCLC 1052757) (Poésie sur la terre)
- Corazón que ofrecer (Cœur à offrir),
- Cierta poesía (Certaine poésie),
- Poesía pública (Poésie publique),
- Escribo de memoria (J'écris de mémoire),
- Firmado en La Habana (Signé à La Havane) Traduction 1998,  (ISBN 2-7071-2842-2)
- Orden de registro (Mandat de perquisition). Éditions Al Dante (2003)
- Souvenirs. Gallimard (2004)

Il est également l'auteur du livre de reportages La nieve vencida (La Neige vaincue) et du recueil de poèmes inédit Puente de guitarra (Chevalet de guitare) et de nombreux articles de presse...